# 松本統括センター
松本統括センター（まつもととうかつセンター）は、東日本旅客鉄道（JR東日本）長野支社の駅・運転士・車掌を所管する組織である。
2024年3月16日に松本営業統括センターに、松本運輸区を統合して発足。

## 所管

### 駅
- 松本駅 - 所長所在駅
- 茅野駅
- 上諏訪駅
- 下諏訪駅
- 岡谷駅
- 塩尻駅
- 豊科駅
- 信濃大町駅
- 白馬駅
- 南小谷駅

※ 上記は直営駅（有人駅）のみ記載
- 中央本線 : 信濃境駅 - 塩尻駅間、岡谷駅 - 辰野駅 - 塩尻駅間
- 篠ノ井線 : 塩尻駅 - 冠着駅間
- 大糸線 : 松本駅 - 南小谷駅間

### 乗務ユニット
- 松本駅構内に設置（旧松本運輸区）
- 担当線区（運転士）
  - 中央本線：甲府駅 - 塩尻駅間、岡谷駅 - 辰野駅 - 塩尻駅間
  - 篠ノ井線：塩尻駅 - 篠ノ井駅間
  - 信越本線：篠ノ井駅 - 長野駅間
  - 大糸線：松本駅 - 南小谷駅間
  - 優等列車 : 特急あずさ（松本駅 - 新宿駅間）・特急しなの（塩尻駅 - 長野駅間）

- 担当線区（車掌）
  - 中央本線：甲府駅 - 塩尻駅間、岡谷駅 - 辰野駅 - 塩尻駅間
  - 篠ノ井線：塩尻駅 - 篠ノ井駅間
  - 信越本線：篠ノ井駅 - 長野駅間
  - 大糸線：松本駅 - 白馬駅間
  - 優等列車 : 特急あずさ（松本駅 - 東京駅間）・特急かいじ（竜王駅 - 東京駅間）

## 歴史
- 2022年10月1日 - 松本営業統括センター（松本、茅野、上諏訪、下諏訪、岡谷、塩尻、豊科、信濃大町、白馬、南小谷の各駅の統合）が発足。
- 2024年3月16日 - 松本営業統括センターに、松本運輸区を統合し、松本統括センター発足。松本営業統括センター、松本運輸区を廃止する。

| スタブアイコン | サブスタブ | この項目は、まだ閲覧者の調べものの参照としては役立たない、鉄道に関連した書きかけの項目です。この項目を加筆・訂正などしてくださる協力者を求めています（P:鉄道/PJ:鉄道）。 |